# Saphir
Saphir (Aussprache [ˈzaːfiɐ̯] oder [zaˈfiːɐ̯]) ist eine Varietät des Minerals Korund. Dem Saphir zugerechnet werden alle farblosen und buntfarbigen Varietäten mit Ausnahme des roten Rubins. Im engeren Sinne bezieht sich der Begriff heute auf die blauen Varianten, die von Himmelblau bis zu einem ins Schwarze gehenden Dunkelblau reichen und je nach Lichteinfall im Farbton variieren können.

## Etymologie
Das Wort Saphir (bis ins 13. Jahrhundert Bezeichnung für blaue Schmucksteine, vor allem für Lapislazuli) lässt sich weit zurückverfolgen: spätlateinisch sapphirus (auch saphirus), lateinisch sappirus, altgriechisch σάπφειρος sappheiros, das wahrscheinlich von aramäisch sampîr (aramäisch Saphira = ‚die Schöne‘) oder hebräisch סַפִּיר sappir abstammt und mit arabisch صفير, DMG ṣafīr verwandt ist. Manche Linguisten schlagen als weitergehende Ableitung vor: altiranisch sani-prijam und Sanskrit शनिप्रिय shanipriya – zusammengesetzt aus शनि Shani „Saturn“ und प्रिय priya „geliebt“ – mit der Bedeutung „geliebt/verehrt von Saturn“.
Folgende Handelsbezeichnungen sind irreführend und veraltet: orientalischer Aquamarin (grünlichblauer Saphir), orientalischer Hyazinth (rosa Saphir), orientalischer Smaragd (grüner Saphir) und orientalischer Topas (gelber Saphir).

## Eigenschaften
Wie alle Korunde kristallisiert auch der Saphir im trigonalen Kristallsystem mit der chemischen Zusammensetzung Al2O3 und entwickelt überwiegend doppelseitig zugespitzte, Tonnen-förmige, sechsseitige pyramidale und prismatische Kristalle. Ebenfalls Korund-typisch ist die chemische Beständigkeit. So ist Saphir unter anderem Säure-unlöslich und schmilzt erst bei einer Temperatur von 2050 °C.
Bei 25 °C betragen die Wärmeleitfähigkeit 41,9 W/(m·K) und die Wärmekapazität 754 J/(kg·K). Diese für Isolierstoffe vergleichsweise hohe Wärmeleitfähigkeit steigt bei niedrigeren Temperaturen stark an und sinkt bei höheren Temperaturen ab – bei 1200 °C auf ein Zehntel des Wertes bei Raumtemperatur.

### Farbe und optische Effekte

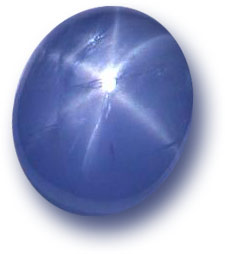
183 ct Sternsaphir im Cabochonschliff (Stern von Bombay)

Saphire enthalten als Substanzen, die zur Farbgebung beitragen, geringfügige Beimengungen von Fe2+ und Ti4+ oder Co2+ (blau), Fe3+ (gelb und grün), Cr3+ (je nach Konzentration rot (per Definition ein Rubin) bis rosa), Ti3+ (rosa) und/oder V4+ (violett, zusammen mit Chrom und Eisen orange). Der farblose Leukosaphir enthält dagegen keine Beimengungen.
Der klassische Schmuckstein-Saphir ist von intensivem, aber nicht zu dunklem Blau („Kashmir-Saphire“). Saphire, die in der Schlucht Yogo Gulch in Montana gefunden werden, sind überwiegend tiefblau. Als Besonderheit unter den Schmuckstein-Saphiren gilt der vorwiegend aus Asien stammende sogenannte Padparadscha, eine rosa- bis orangefarbene Variante, deren Bezeichnung auf das singhalesische Wort für Lotosblüte zurückgeführt wird. Padparadschas kommen ursprünglich aus Sri Lanka, werden aber mittlerweile häufig farbbehandelt und können dann aus der ganzen Welt stammen.
Ebenfalls begehrt sind die mit dem optischen Effekt Asterismus ausgezeichneten Sternsaphire. Aufgrund von orientiert eingelagerten Rutilnadeln zeigt sich eine mehr oder minder perfekte, sechsstrahlig-sternförmige Reflexion.

## Bildung und Fundorte

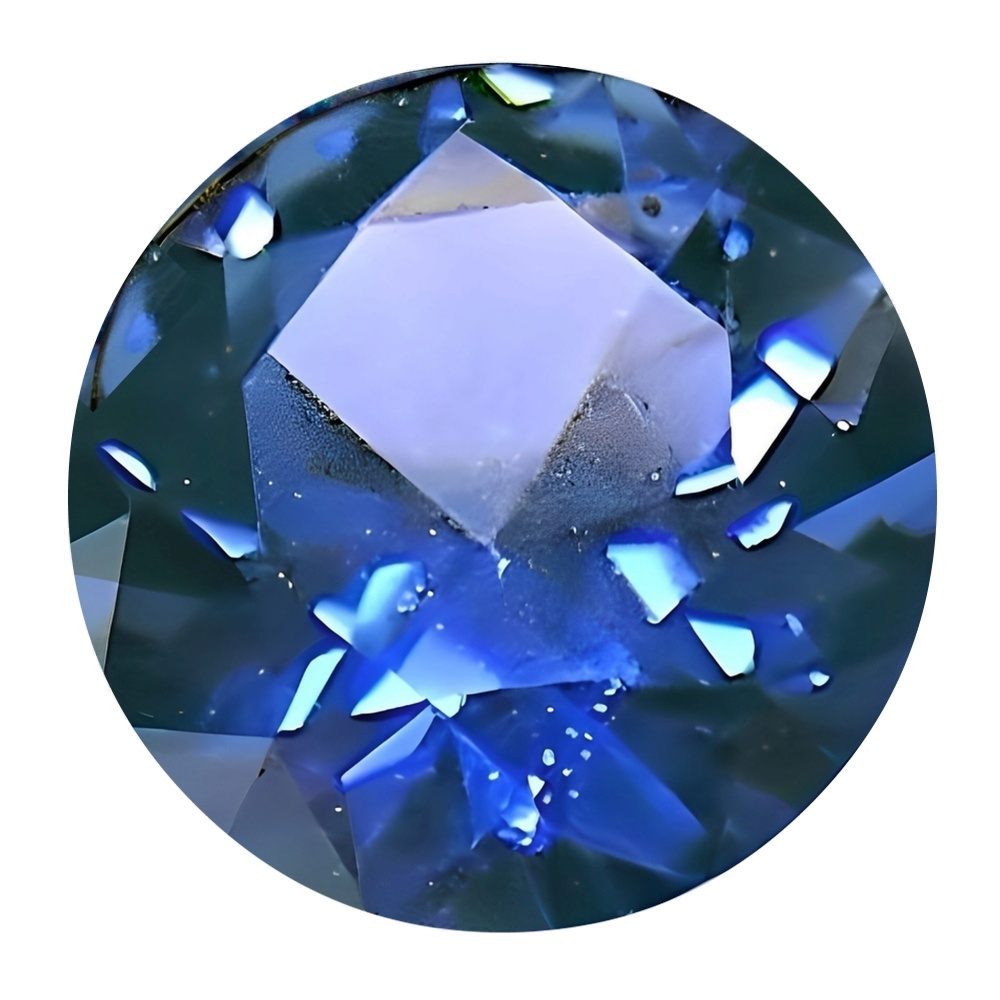
Saphir aus dem Yogo Gulch, Montana, im Brillantschliff

Zu den Bildungsbedingungen siehe Korund#Bildung und Fundorte.
Die bedeutendsten Produzenten von Saphiren waren bis vor kurzem Sri Lanka und Indien, heute kommen die Schmucksteine auch aus den USA, insbesondere Montana, wo unter anderem im Yogo Gulch Saphire gefunden werden, Australien oder Nigeria. Saphire aus Madagaskar, genauer gesagt Ilakaka, gelten als sehr hochwertig, werden jedoch in der Regel als aus Sri Lanka stammend deklariert, da sie so höhere Preise erzielen. Die Förderung in Australien hat in den letzten Jahren stark abgenommen.
Bis 2016 war der „Stern von Adam“ der bisher größte gefundene Saphir. Er wiegt 1404 Karat und wurde in Sri Lanka entdeckt. Sein Wert wird auf etwa 90 Millionen Euro geschätzt. Im Jahr 2021 wurde der aktuelle Spitzenreiter, der „Saphir der glücklichen Fügung“ (auch: „Queen of Asia“), ebenfalls in Sri Lanka entdeckt. Er wiegt 310 kg oder 1,5 Millionen Karat.

## Synthetische Herstellung und chemisch-technische Behandlung
Bereits im Mittelalter gab es Versuche, den „Sapphir-Stein“ künstlich herzustellen bzw. zu imitieren.
Synthetische Saphire können seit 1910 in perfekter Qualität, verschiedenen Farben und in nahezu unbegrenzter Größe hergestellt werden. So bezeichnete beispielsweise der inzwischen veraltete Handelsname „Amaryl“ einen synthetischen, hellgrünen Saphir. Farblose, synthetische Saphire werden dabei teilweise unter der irreführenden Handelsbezeichnung „Diamandit“ bzw. „Diamondit“ in Umlauf gebracht und dienen als Diamant-Imitation.
Die im Handel als „natürlich“ angebotenen Saphire sind größtenteils hitzebehandelt, wobei die Hitzebehandlung sowohl zur Farbänderung als auch zur Erhöhung der Klarheit eines Saphirs vorgenommen wird. Bei leichter Hitzebehandlung bleiben mikroskopische Strukturen wie Rutilnadeln („Silk“) erhalten; bei starker Erhitzung (ca. 1800 °C) werden diese natürlichen Mikroeinschlüsse aufgelöst und der Saphir wird klar. Wird der Saphir sehr langsam wieder abgekühlt, können sich die Mikroeinschlüsse erneut bilden. Auf diese Weise kann aus einem Ti-reichen, synthetischen Saphir ein Sternsaphir (oder -rubin) hergestellt werden. Oberflächliche Risse oder kleine Unebenheiten werden oft durch Einschmelzen von Borax und Bleikristall-Glas oder durch Ölbehandlung überspielt.
Besonders blaue Saphire können darüber hinaus durch ein Diffusionsverfahren erzielt werden, wobei die blaue Schicht nur sehr dünn und oberflächlich ist. Seit ca. 2000 werden Saphire oft zusammen mit Berylliumpulver auf 1800 °C erhitzt, um blaue Töne zu unterdrücken. So entstehen intensive gelbe bis orange Saphire. Auch namhafte Anbieter verwenden behandelte Saphire, teilweise einschließlich der umstrittenen Diffusionsbehandlung, aber ohne Einzeldeklaration (zum Beispiel Tiffany & Co.).

## Synthetische, farblose Saphire
Saphirglas (synonym Saphirfluss) bezeichnet flache, meist farblose Platten aus synthetischen Korunden. Sie werden unter anderem in der Uhrmacherei als Uhrengläser verwendet. Die Bezeichnung ist irreführend, da Saphirglas kein Glas ist. Saphirglas besitzt eine kristalline und keine glasartige (amorphe) Struktur. Saphir ist mit einer Mohshärte von 9 das vierthärteste aller transparenten Materialien nach Moissanit, kubischem Siliciumnitrid und dem Diamanten und ist in dieser Anwendung daher besonders wegen seiner Kratzfestigkeit geschätzt. Saphirglas ist hochreiner, synthetischer Saphir (einkristallin), welcher aus geschmolzenem Aluminiumoxid hergestellt wird. Die chemische Formel lautet Al2O3.
Saphirglas ist etwas weniger schlagempfindlich als herkömmliches Quarzglas oder Mineralglas und hat eine sehr hohe Lichtdurchlässigkeit und Lichtbrechung. Dennoch bricht auch Saphirglas unter starkem Druck spitzer, harter Gegenstände. Die landläufige Meinung, dass Saphirgläser absolut unzerkratzbar seien, ist übertrieben: Wenn andere sehr harte Materialien (z. B. Granit) und starker Druck (z. B. Stoß) auf das Saphirglas einwirken, können auch hier feine Kratzer entstehen, was aber sehr selten vorkommt. Öfter kann man die fälschlicherweise als „Kratzer“ bezeichneten Aufriebe von Aluminium beobachten, die beim Anstoßen auf Aluminium-Oberflächen entstehen können. Diese Aufriebe stellen eine haltbare Materialverbindung dar, lassen sich jedoch leicht mit einem Radiergummi entfernen.
Physikalische Eigenschaften von synthetischem Saphirkristall:
- hexagonale Kristallstruktur
- Dichte: ca. 4 g/cm³
- Schmelzpunkt: +2050 °C
- Wärmeleitfähigkeit bei 25 °C: 42 W/(m·K)
- Druckfestigkeit bei 24 °C: 2 GPa
- Zugfestigkeit bei 24 °C: 186,4 MPa
- 100 % Säurebeständigkeit

Mit Hilfe eines elektronischen Diamantprüfgerätes, wie es zur sicheren Bestimmung natürlich geschliffener Diamanten in der Schmuckbranche Anwendung findet, kann man Saphirglas durch seine wesentlich höhere Wärmeleitfähigkeit sicher von gewöhnlichem Glas unterscheiden.

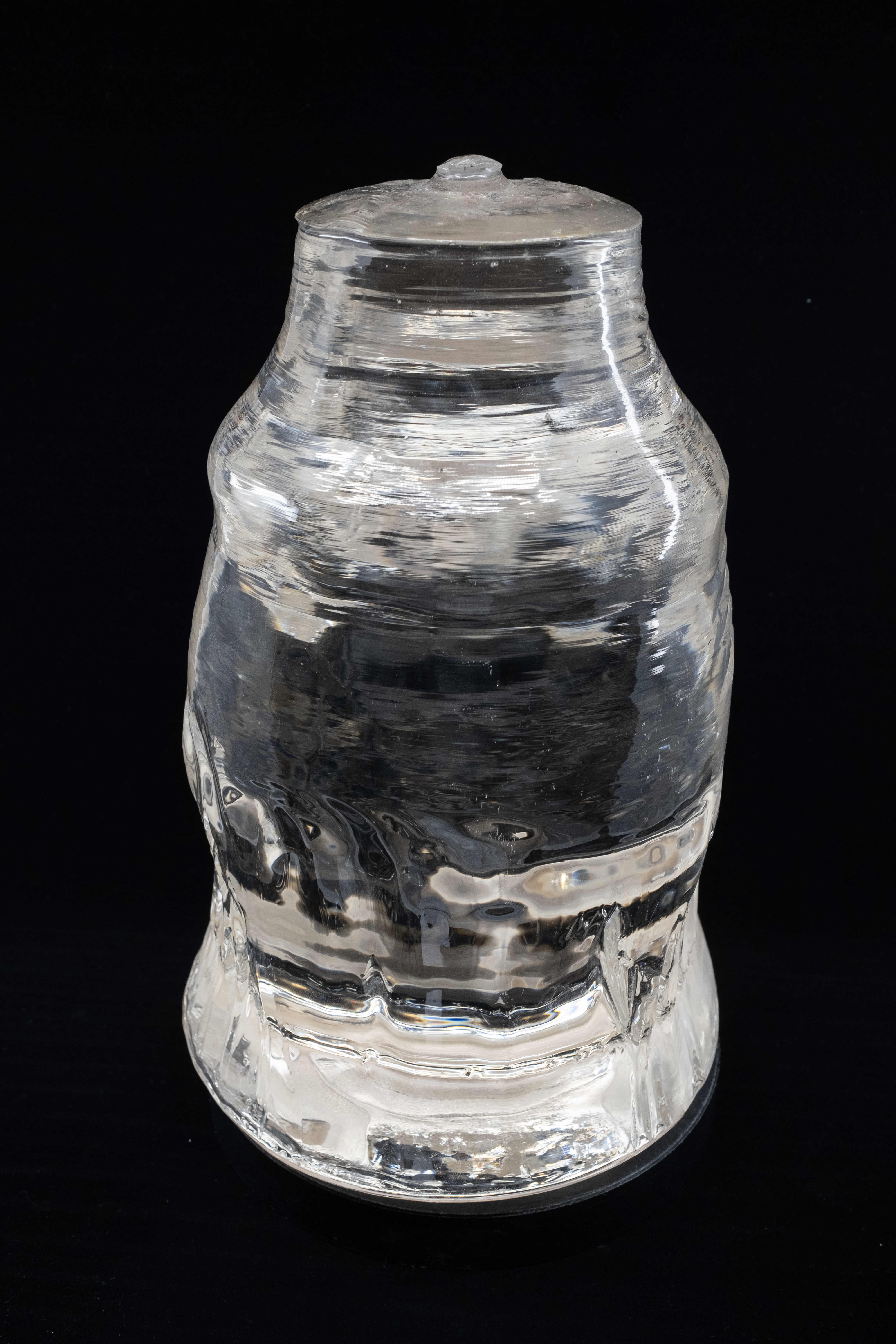
Nach dem Kyropoulos-Verfahren hergestellter Saphirkristall mit einem Gewicht von 35 kg

Es existieren verschiedene Herstellungsverfahren aus der Schmelze (neben anderen, technisch nicht bedeutenden Verfahren aus dem Flux (Metallsalzschmelze) oder Hydrothermal):
- das tiegelfreie Verneuil-Verfahren (nach der Erfindung des französischen Chemikers Auguste Verneuil 1902)
- die EFG-Methode (von engl. Edge-defined Film-fed Growth), eigentlich das Stepanov-Verfahren[18][19] zur Herstellung von Saphirprofilen (Platten, Rohre, Stäbe etc.) mit konstantem Querschnitt.
- das Czochralski-Verfahren, erfunden vom polnischen Wissenschaftler Jan Czochralski im Jahr 1916
- das Nacken-Kyropoulos-Verfahren, benannt nach Richard Nacken und Spyro Kyropoulos (Physikalisches Institut Göttingen, 1926).

Beim Verneuil-Verfahren wird auf ein kleines Stück Saphir in einer Kammer bei Temperaturen oberhalb von 2050 °C mittels Knallgasflamme Aluminiumoxid-Pulver aufgeschmolzen, sodass es zu einer Kristallbirne von 3 bis 4 cm Durchmesser und 11 bis 14 cm Länge aufwächst. Dieser Saphirkristall wird mittels Diamant-Trennscheiben in Scheiben geschnitten, die anschließend geschliffen und poliert werden, bis transparente Saphirkristallscheiben mit glänzender Oberfläche entstehen. Die Scheiben erhalten je nach Kundenvorgaben noch eine polierte Fase. Das Wissen um die rationelle Herstellung hochqualitativer Saphirgläser und insbesondere die Herstellung der dafür benötigten Maschinen und Gerätschaften war lange ein streng gehütetes Betriebsgeheimnis.
Da Saphirglas durch seine hohe Härte extrem kratzfest ist, wird es oft bei hochwertigen Uhren verwendet, wobei aber auch bereits Uhren unter 60 Euro mit Saphirgläsern am Markt zu finden sind. Bei wenigen besonders hochwertigen Uhrenmarken aus Schweizer Herstellung wird das gesamte Uhrgehäuse aus Saphir hergestellt. Weiterhin existieren sogar in Serie gefertigte mechanische Uhrwerke, deren gesamte Platinen aus Saphirkristall gefertigt werden, um Einsicht ins Innere der Mechanik zu geben. Eine sehr geringe Anzahl von Herstellern und Verarbeitern von synthetischem Saphirglas beherrschen den weltweiten Markt, insbesondere durch dessen aufwendige Verarbeitung in besonders komplexen Formen. Hersteller sind in Frankreich, der Schweiz, Polen und China/Hongkong, Mauritius sowie Japan ansässig.
Gängig sind bei hochwertigen Saphiruhrgläsern spezielle Beschichtungen wie z. B. zur Entspiegelung, um die Lichtreflexion zu reduzieren. Hierbei war früher bei manchen Herstellern ein bläulicher Schimmer zu erkennen. Vor dem Jahr 2000 hergestellt, sind diese Antireflexschichten meist nicht ausreichend kratzfest. In jüngerer Zeit sind diese Beschichtungen jedoch meist nicht mehr ablösbar oder abreibbar, auch die Erkennbarkeit einer solchen Beschichtung ist meist nur durch den Effekt gegeben, dass der Betrachter gar keinen Kristall mehr erkennen kann. Besonders bei doppelseitig entspiegelten Saphirgläsern ist dieses Merkmal sehr ausgeprägt; der Betrachter glaubt, eine Uhr ohne Glas vor sich zu haben. Mit einem einfachen Test kann Saphirglas von anderen Uhrgläsern unterschieden werden. Dank der kristallinen Struktur perlt ein Wassertropfen nur sehr langsam und ohne Schlieren zu ziehen von der Oberfläche ab, wenn das Saphirglas schräg gehalten wird. Im direkten Vergleich läuft der Tropfen bei Mineralglas oder Kunststoffglas sichtbar schneller herab und hinterlässt eine dünne Schliere.
Bei hochpreisigen Mobiltelefonen einiger Hersteller besteht das Deckglas aus Saphirglas. Normalerweise besteht das Deckglas des Displays aus speziellem Abdeckglas für Displays (bspw. Gorilla Glass) aber auch Saphirglas kann als kratzfestes Display in Smartphones verbaut werden.

## Verwendung als Schmuckstein

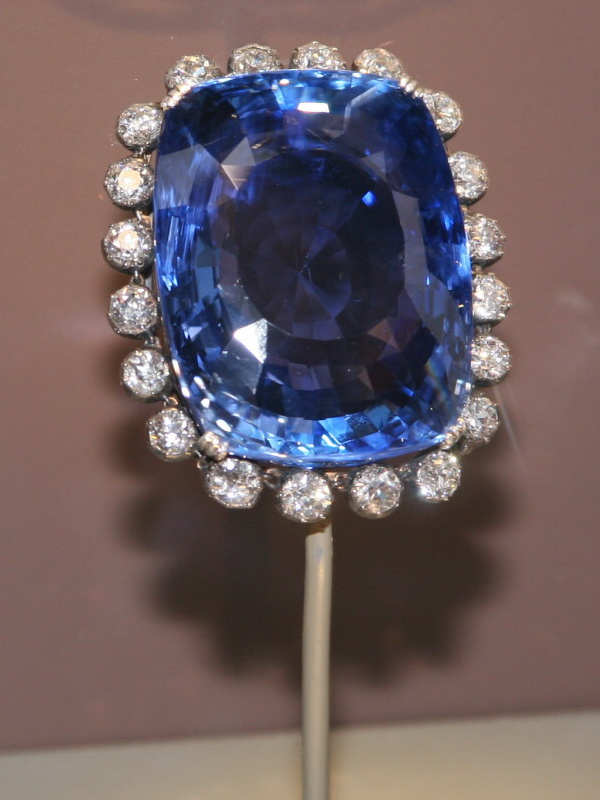
Logan-Saphir aus dem National Museum of Natural History in Washington D.C.

Saphire werden überwiegend zu Schmucksteinen verarbeitet. Durchsichtige Steine von hoher Qualität (möglichst wenig Einschlüsse) erhalten dabei einen Facettenschliff, undurchsichtige und vor allem diejenigen mit Asterismus, werden dagegen zu Cabochons verarbeitet, um den Sterneneffekt hervorzuheben.
Der größte jemals geschliffene Saphir ist der „Stern von Indien“ mit einem Gewicht von 563,35 Karat (112,67 Gramm). Der in Sri Lanka gefundene, etwa 2 Milliarden Jahre alte Stein wurde 1901 durch John Pierpont Morgan an das American Museum of Natural History übereignet und kann dort besichtigt werden.

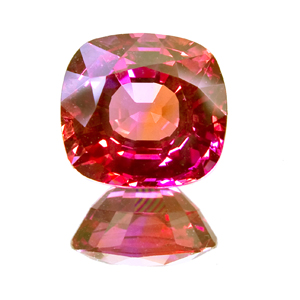
Saphir, Padparadscha, Antikschliff, 2,28 ct
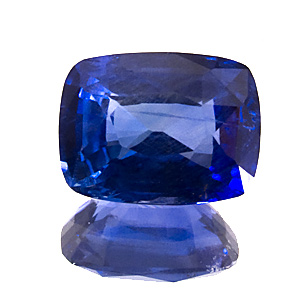
Blauer Saphir, Kissenschliff, 2,08 ct
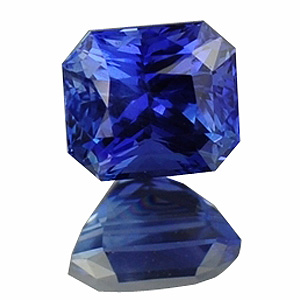
Blauer Saphir, Radiant-Schliff, 1,15 ct
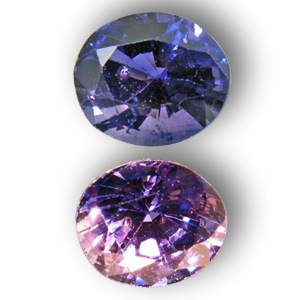
Saphir mit Farbwechsel 1,40 ct
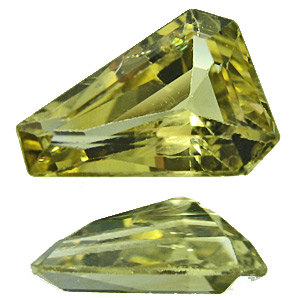
Gelbgrüner Saphir, unbehandelt, 0,67 ct
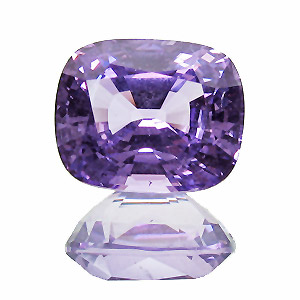
Violetter Saphir, 2,48 ct
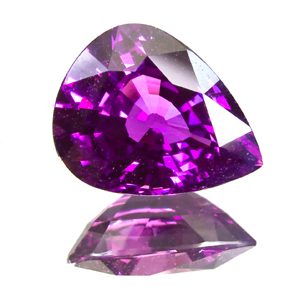
Violetter Saphir, Tropfenschliff, 3,20 ct
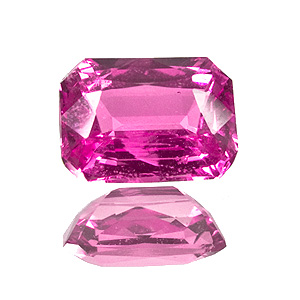
Rosa Saphir, Achteck, 1,17ct
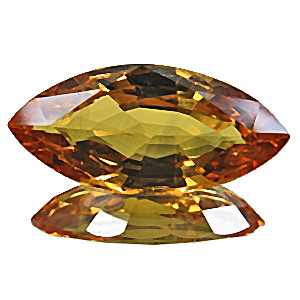
Gelber Saphir, Navette bzw. Marquise, 6,87 ct

## Andere Verwendungen
Neben seiner Verwendung als Schmuckstein wurde Saphir in Plattenspielern der 1950er und 1960er Jahre als Material für die Tonabnehmer-Abtastnadel eingesetzt und führte zur umgangssprachlichen Bezeichnung Saphir für diese Nadel.
Wegen seiner hohen Härte und Abriebfestigkeit wird Saphir auch als Führung u. a. für Drahterodier- und Textilmaschinen verwendet.
Gegenüber dem festeren Diamant bietet er, trotz kürzerer Lebensdauer, erhebliche Kostenvorteile.
Synthetische einkristalline Saphirscheiben sind das wichtigste Substratmaterial für das künstliche Aufwachsen (Heteroepitaxie) von einkristallinem Galliumnitrid, dem Material für blaue, weiße und grüne Leuchtdioden sowie blaue Laserdioden.
Mit Titan als aktivem Laser-Ion dotiert, dient synthetischer Saphir als Wirtskristall für den Titan:Saphir-Laser – einem im Wellenlängenbereich von 700 bis etwa 1000 Nanometern arbeitenden Laser.
Für die extremen Belastungen ausgesetzten Fenster von Aufklärungsflugzeugen, Flugabwehrraketen oder Weltraumflugkörpern werden synthetische Saphire von bis zu 75 Zentimeter Durchmesser eingesetzt.
In besonderen Fällen findet Saphir auch in wissenschaftlichen Instrumenten bei der Raumfahrt Verwendung, zum Beispiel bei der Genesis-Mission.
Wegen seiner im Vergleich zu anderen isolierenden Materialien hohen Wärmeleitfähigkeit von 40 W/(m · K) bei einer Temperatur von 25 °C greift man in wissenschaftlichen Experimenten zu Scheiben aus diesem Material, wenn etwa eine effektive Kühlung oder eine genaue Temperaturregelung durch ein zum Zwecke der Beobachtung durchsichtiges Medium hindurch erfolgen muss. Bei steigender Temperatur nimmt die Wärmeleitfähigkeit allerdings ab und beträgt bei 400 °C noch 12 W/(m · K) und bei 1200 °C nur noch 4 W/(m · K). Eine Temperatursenkung sorgt dagegen für einen starken Anstieg der Wärmeleitfähigkeit, die bei einer Temperatur von −200 °C einen Wert von 10.000 W/(m · K) erreicht, wodurch der Saphir für Tieftemperaturexperimente sehr gut geeignet ist.
Bei der so genannten Silicon-on-Sapphire-Technologie werden mittels heteroepitaktisch auf Saphir erzeugten Siliciumschichten integrierte Schaltkreise erzeugt.

## Esoterik und Klostermedizin
Die himmelblaue Variante wird gewöhnlich mit Eigenschaften wie Ruhe, Reinheit und Frieden in Verbindung gebracht. Auch in Werken der mittelalterlichen Heilkunde fand der Saphir Erwähnung.
Wissenschaftliche Belege für die angeblichen physischen und psychischen Wirkungen gibt es weder für den Saphir noch für irgendeinen anderen Stein.